# Trumpenomics

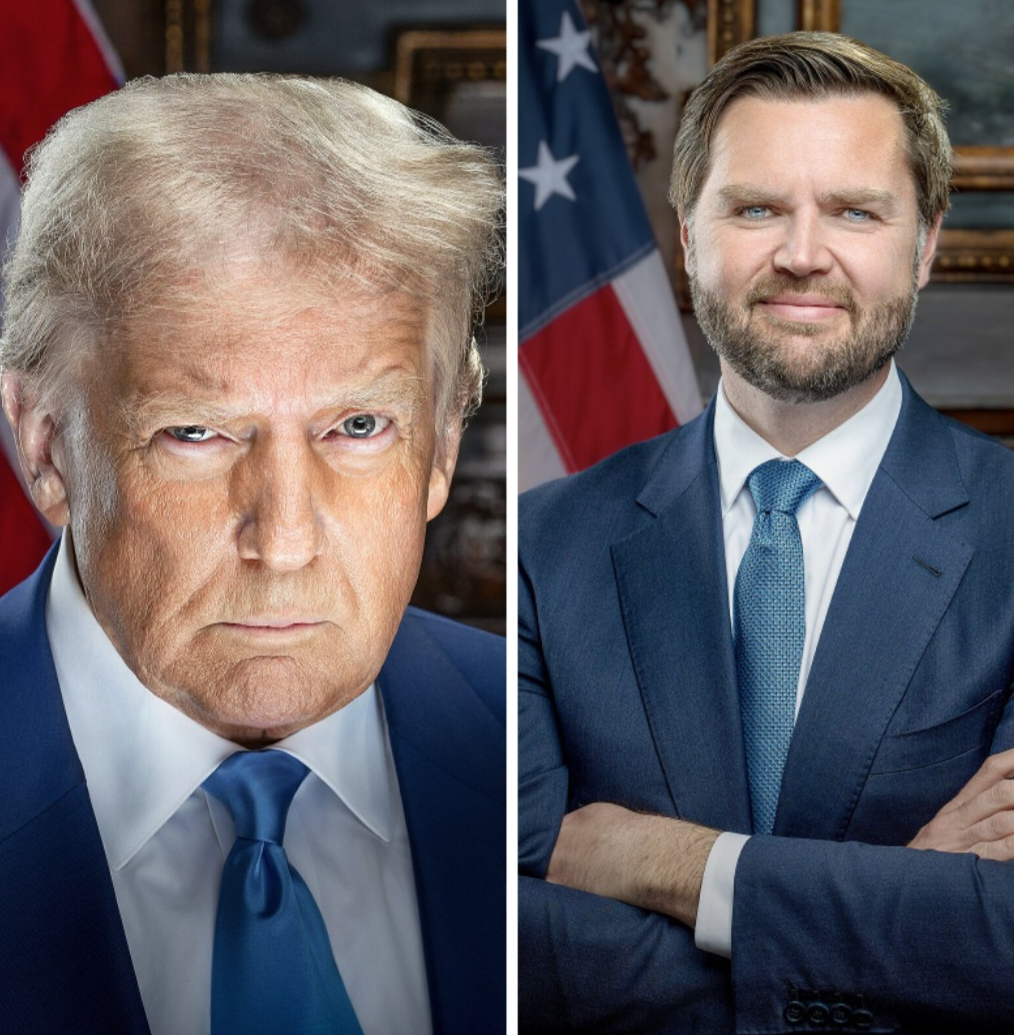
Donald Trump et son vice-Président JD Vance.

Les Trumpenomics, mot-valise associant le nom « Trump » au mot « economics », désignent les politiques économiques mises en œuvre ou proposées par le président des États-Unis Donald Trump au cours de ses deux mandats. Ce terme (certains l'écrivent TrumpEconomics ou Trumponomics) fait explicitement écho aux Reaganomics développées des années 1980. Donald Trump lui-même qualifie parfois sa politique de « MAGAnomics », en référence au parti républicain dit MAGA.
Ces politiques, annoncées puis partiellement mises en place par Donald Trump et ses administrations, ont d'abord été inspirées par les think tanks conservateurs et du libertarianisme de droite puis, lors du second mandat de Donald Trump, par le Projet 2025 et plus discrètement par l'America First Policy Institute qui ont défini la politique commerciale de la seconde administration Trump. Elles sont principalement caractérisées par des réductions d'impôts, une dérèglementation massive, un protectionnisme commercial affirmé et une focalisation sur la production nationale. L'élection inattendue de Donald Trump puis son retour à la Maison-Blanche (en janvier 2025) ont entraîné des changements majeurs des politiques économiques du pays (taux d'imposition des sociétés fortement réduit, dérèglementations économiques, sociales et environnementales, retrait des États-Unis du Partenariat transpacifique et de l'accord de Paris sur le climat, hausse des dépenses militaires, renégociation forcée de l'Accord de libre-échange nord-américain, l'ALENA, profondément modifié par Trump qui le considérait comme « le pire traité commercial jamais signé » par les États-Unis, et remplacé en 2020 par l'Accord Canada–États-Unis–Mexique, droits de douane, etc.) dont le bilan global ne pourra être tiré par les historiens et économistes qu'après quelques années ou décennies.

## Histoire et terminologie
Le terme Trumpenomics a une double origine :
- il a émergé dans le cadre de l'émission de télé-réalité The Apprentice, diffusée pour la première fois en 2004, où Donald Trump jouait à la fois le rôle de présentateur et d'un juge. Dans ce contexte, les Trumpenomics désignaient une approche des affaires caractérisée par[4] : une recherche implacable du profit ; une recherche de la « victoire » dans les négociations ; la prise de décision rapide, audacieuse, éventuellement non-conventionnelle ; l'importance de la marque personnelle et d'une négociation agressive pour maximiser les gains ; une vision présentée comme pragmatique et transactionnelle des relations commerciales, axée sur des résultats immédiats ;
- de nombreux observateurs du monde économique ont estimé que cette vision « managériale » préfigurait certains aspects de sa philosophie économique et politique ultérieure de Donald Trump, où la réussite est souvent mesurée par des indicateurs tangibles et où la négociation musclée est une tactique privilégiée. Avec son entrée en politique, et dès sa campagne présidentielle de 2016, le terme a pris aux États-Unis une dimension macroéconomique, englobant les propositions de Trump pour l'économie américaine, faites dans un contexte de ralentissement de la croissance mondiale, d'augmentation des déficits commerciaux américains, et d'une inquiétude quant à la désindustrialisation de certains secteurs et de vastes régions des États-Unis[5]. Trump a promis de « rendre sa grandeur à l'Amérique » en revitalisant l'industrie manufacturière, en créant des emplois et en renforçant la position économique des États-Unis sur la scène mondiale.

L'ASSA (Allied Social Science Associations, qui regroupe aux États-Unis plusieurs associations d'économistes, dont l'American Economic Association (AEA qui organise chaque année une conférence réunissant des économistes du monde entier pour discuter des tendances économiques et des politiques publiques). En 2018, la conférence annuelle de l'ASSA, en Pennsylvanie, a inclus une session intitulée TrumpEconomics. Plusieurs économistes étrangers invités y ont analysé l'impact des politiques économiques de Donald Trump sur les États-Unis et le monde. Parmi les sujets abordés figuraient :
- les effets du nationalisme économique protectionniste américain sur l'économie du pays (traités par Kaushik Basu (Cornell University qui estime que la politique trumpienne est une sorte de xéno-protectionnisme, « marqué par des murs de droits de douane et de béton, et un effort visant à couper le flux de personnes et de capital humain vers les États-Unis (…) qui donnera aux États-Unis un avantage à court terme, puis provoquera un ralentissement profond et prolongé ».. avec peut-être pour la Chine, l’Inde et le Mexique des avantages inattendus à long terme[6] ;
- les implications transatlantiques de la TrumpEconomics (par Marco Buti, de la Commission européenne)[7] ;
- l'impact des déséquilibres commerciaux avec la Chine (abordés par les économistes chinois Justin Jifu Lin et Xin Wang de l'université de Pékin) sur le commerce sino-américain ; selon eux, « les États-Unis ont des déséquilibres commerciaux avec les économies nouvellement industrialisées d’Asie de l’Est depuis les années 1950, des déséquilibres reflétant en grande partie des différences d’avantages comparatifs », et une taxe aux frontières sur les importations venues de Chine ne réduira pas les déséquilibres globaux des États-Unis et n’augmenteront pas les emplois aux États-Unis[8] ;
- la Française Catherine L. Mann, économiste en chef de l'OCDE a, elle, comparé la croissance américaine à celle des autres grandes économies, reconnaissant [pour cette période] un retour vers le plein emploi et à une stabilité des prix par rapport aux autres grands pays et régions avancés, mais « cela signifie-t-il que les États-Unis assumeront leur rôle habituel de locomotive mondiale ? Ou ce rôle a-t-il été transféré à d’autres pays, par exemple la Chine. Les déconnexions entre les indicateurs de l’activité réelle et les prix des marchés financiers sont-elles résolues ou non ? » interroge-t-elle[9].

Il s'est dégagé de cette session un consensus selon lequel la croissance économique des États-Unis sous Trump était en grande partie influencée par des facteurs mondiaux, plus que par les politiques nationales. Les experts s'y sont inquiété du manque de soutenabilité des mesures budgétaires et fiscales imposées par l'administration Trump.

### Sources d'influence
En termes de sources d'influence, les Trumpenomics ont d'abord été inspirées par les think-tanks conservateurs et du libertarianisme de droite, et en particulier par The Heritage Foundation, The American Enterprise Institute et le Cato Institute pour la politique commerciale de la première administration Trump ; puis lors du second mandant de Donald Trump, par le Project 2025 et par l'America First Policy institute (AFPI, une entité présentée par le New York Times comme « groupe aussi influent que peu connu » de l’orbite du Trumpisme, créé par Larry Kudlow, Brooke Rollins et Linda McMahon en 2021) qui ont notamment défini la politique commerciale de la seconde administration Trump, principalement caractérisées par des réductions d'impôts, une déréglementation massive, un protectionnisme commercial affirmé et une focalisation sur la production nationale.
L'élection inattendue de Donald Trump, puis sa ré-élection ont entraîné des changements majeurs des politiques économiques du pays (taux d'imposition des sociétés fortement réduit, dérèglementations économiques, sociales et environnementales, retrait des États-Unis du Partenariat transpacifique et de l'Accord de Paris sur le climat, hausse des dépenses militaires, renégociation de l'ALENA, droits de douane... dont le bilan global ne pourra être tiré par les historiens et économistes qu'après quelques années,.

## Analyses desTrumpenomics
Les Trumpenomics s'inscrivent dans un contexte post-crise économique, et étudie les quatre piliers principaux du programme de Donald Trump, dont certains sont des réminiscences de l'économie de l'offre (plutôt que la régularisation par la demande), popularisée par les Reaganomics :

### Réductions d'impôts massives
La mesure phare fut le Tax Cuts and Jobs Act qui, en 2017, a réduit le taux d'impôt sur les sociétés de 35 % à 21 % (et non pas à 15 % comme promis par Donald Trump dans son programme électoral) et a diminué les impôts pour la plupart des particuliers.
L'objectif affiché était de stimuler l'investissement des entreprises, d'encourager le rapatriement des capitaux et de dynamiser la croissance économique.
Ces réductions d'impôts (Tax Cuts and Jobs Act notamment) font débat parmi les économistes, certains les considérant comme une stratégie populiste, visant à séduire les électeurs, au détriment du financement des services publics ; d'autres les analysant comme l'application de théories économique classique basées sur l'offre, et la stimulation de l'investissement, supposées aussi favorables à l'emploi.

### Déréglementation
L'administration Trump, notamment lors de son second mandat, avec le département de l'Efficacité gouvernementale piloté par Elon Musk a entrepris un effort considérable pour assouplir ou supprimer les réglementations, notamment dans les secteurs de l'énergie, de l'environnement et de la finance. L'argument était qu'en rendant les entreprises plus libres de faire ce qu'elle veulent, elles seraient plus innovantes et créatrices d'emploi. Selon le Financial Times (en septembre 2024 : « (...) les économistes de tous bords s’accordent à dire que le programme de Trump représente une extension beaucoup plus radicale des politiques introduites pendant son mandat entre 2017 et 2021 ».

### Protectionnisme commercial (America First)
Contrairement au libre-échangisme prôné par ses prédécesseurs, Trump a adopté une approche très protectionniste, traduite par l'imposition de tarifs douaniers élevés à très élevés sur les importations (notamment d'acier, d'aluminium et de produits chinois), et par la renégociation d'accords commerciaux majeurs (comme l'ALENA, remplacé par l'USMCA) et une rhétorique axée sur la défense des emplois américains. L'objectif était de réduire le déficit commercial et de rapatrier la production manufacturière aux États-Unis.

### Encouragements à l'industrie minière et des fossiles (charbon, pétrole, gaz) et minière
Comme rappelé par la formule Drill, baby, drill reprise comme slogan de campagne du parti républicain lors de l'élection présidentielle de 2008 aux États-Unis, et ensuite reprise par Trump, en dépit de conséquences environnementales et climatiques négatives, les Trumpenomics soutiennent très activement la production — nationale principalement — de pétrole, de gaz et de charbon, au motif de l'indépendance énergétique, qui passe selon lui par une revitalisation de l'industrie extractives (qui est un puissant lobby en Amérique du nord, qui attaque régulièrement les politiques environnementales qui le contraignent).

### Contexte économique
Le premier mandat présidentiel de Donald Trump s'inscrit dans le contexte d'une reprise économique aux États-Unis, faisant suite à la crise des subprimes. Dominick Salvatore, de la Fordham University de New York, en 2018, dans une étude des débuts de la TrumpEconomics, note que cette reprise a été les plus lentes de toutes les récessions américaines survenues depuis la Seconde Guerre mondiale ; et de 2009 à 2016, la croissance annuelle moyenne du PIB réel n'a été que de 2,1 %, soit un chiffre inférieur à celui des 11 récessions précédentes enregistrées de 1949 à 2016. La lenteur de cette reprise a notamment été expliquée par des politiques budgétaires prudentes, les difficultés persistantes du secteur financier et une reprise lente du marché du travail.

## Conséquences et évaluations
Plus encore que celle de la Reaganomics, les conséquences des Trumpenomics sont controversées et très sujettes à des débats parmi les économistes et les observateurs politiques. Avant même que Trump soit élu pour la seconde fois, seize lauréats du prix Nobel d'économie, dont Joseph Stiglitz, George Akerlof, Claudia Goldin et Robert Shiller, avaient signé une lettre ouverte mettant en garde contre les risques économiques d'un second mandat de Donald Trump. Selon eux, les politiques proposées par Trump pourraient réactiver l'inflation et entraîner une récession d'ici mi-2025, .

### Aspects positifs revendiqués
Avant la pandémie de Covid-19, les États-Unis ont connu une période de croissance économique continue et des taux de chômage historiquement bas, que les partisans de Trump attribuent aux politiques de son administration, de même pour une certaine réduction du déficit commercial du pays (bien que les objectifs gouvernementaux n'aient pas été pleinement atteints, avec les tarifs douaniers qui ont eu un impact sur certains flux commerciaux). 
Donald Trump auto-attribue ce progrès à sa politique économique et fiscale. Cependant, selon Martin Feldstein (2018), économiste à l'université Harvard, la perte de revenus fiscaux qu'implique cette politique, si elle peut avoir un effet positif à court terme, est telle qu'elle va néanmoins accroître le déficit budgétaire annuel et augmenter la dette publique des États-Unis après 10 ans, d’environ 1,5 billion de dollars (5 % environ du PIB de 2027), néanmoins, Feldstein ajoute : « bien que je n'aime pas les déficits et que j'aie longtemps mis en garde contre leurs effets négatifs, j'en suis venu à la conclusion que les effets favorables de la réforme de l'impôt sur les sociétés l'emportent sur les effets négatifs de l'augmentation de la dette nationale qui en résulte ».
Une impression de dynamisme est favorablement perçue par une partie de la population et des électeurs de Donald Trump, les Trumpenomics ravivant aussi l'espoir d'un renouveau industriel et d'une position plus forte des États-Unis sur la scène mondiale.
Outre-atlantique, des économistes européens estiment que les « MAGAnomics », en modifiant l’économie américaine et certains équilibres internationaux et en la rendant moins verte pourraient être une chance à saisir pour l’Europe.

### Critiques et préoccupations
L'une des premières études, publiée en 2018 par l'économiste Lawrence Summers, analysant l'impact des politiques économiques de l'administration Trump, a conclu que la croissance économique des États-Unis qui a marqué le début du premier mandat présidence de Donald Trump semble davantage influencée par des dynamiques mondiales que par les décisions budgétaires et fiscales de Donald Trump, lesquelles pourraient à moyen ou long termes déstabiliser économiquement les États-Unis.
Selon Summers, les performances économiques et financières des États-Unis étaient alors comparables à celles des autres économies : l'expansion américaine a suivi une dynamique globale, plutôt qu'être une conséquence directe des politiques internes. Concernant les taux de change et l'attractivité des États-Unis pour les investisseurs étrangers, l'étude rejette l'idée que les décisions de Trump ont renforcé l'attractivité du pays : le contexte économique mondial et les tendances du marché ont joué un rôle plus déterminant que les réformes politiques du pays ; la réforme fiscale de décembre 2017, bien qu'ambitieuse, a eu un effet mitigé sur la croissance et son impact sur l'économie sera probablement négligeable, voire négatif à long terme. De plus, la combinaison du projet de loi fiscale et des accords budgétaires du Congrès pour l'exercice 2018, adoptés à un moment où l'économie était proche du plein emploi, constitue une mesure inhabituelle qui pourrait poser des problèmes de durabilité à l'avenir. Les réductions d'impôts et l'augmentation des dépenses (notamment militaires) ont entraîné une hausse significative du déficit budgétaire et de la dette nationale, qui a franchi la barre des 27 000 milliards de dollars sous son mandat. Les tarifs douaniers ont provoqué des tensions commerciales avec des partenaires économiques majeurs, affectant parfois les entreprises américaines (par des coûts d'approvisionnement plus élevés) et les consommateurs (par des prix augmentés), générant des guerres commerciales et impact sur les entreprises .
Selon Summers, les modifications réglementaires sous Trump ont eu un impact limité sur la croissance économique, mais pourraient affecter négativement la santé publique, l'environnement et la stabilité financière. Summers souligne aussi les incertitudes suscitées et entretenues par la rhétorique du président et de son administration en politique étrangère, qui pourraient avoir des répercussions internationales.
De nombreux économistes estiment que les Trumpenomics ont et vont exacerber les inégalités sociales, sanitaires et économiques et notamment l'écart entre les plus pauvres et les plus riches, notamment car les réductions d'impôts ont principalement bénéficié aux milliardaires et aux entreprises et aux ménages les plus aisés,.
Ces politiques ont aussi dégradé l'environnement et le climat, via une forte réduction ou la suppression des financements scientifiques : l'administration Trump a ainsi annulé plus de 1 700 projets de la National Science Foundation (NSF), dont de nombreuses études sur le climat. La dérèglementation et le soutien accordé aux énergies fossiles ont soulevé de sérieuses préoccupations climatiques et en termes de pollution et donc de santé, notamment car Donald Trump a sorti les États-Unis de l'accord de Paris sur le climat.
Coupes budgétaires massives : Plus de 20 milliards de dollars ont été retirés du budget du département de l'Énergie, affectant les recherches sur les énergies renouvelables.
L'espérance de vie et l'espérance de vie en bonne santé se sont dégradées aux États-Unis : l'espérance de vie avait en 2022 légèrement remonté à 77,5 ans, après deux années de forte baisse, mais en restant sous son niveau pré-pandémie (78,8 ans en 2019), et avec de fortes inégalités (les amérindiens ont l'espérance de vie la plus basse (67,9 ans), alors que les populations d'origine asiatiques ont la plus élevée (84,5 ans).
L'administration Trump a aussi imposé des coupes budgétaires massives dans plusieurs institutions scientifiques et universitaires, dont la National Science Foundation et les Centers for Disease Control and Prevention, poussant certains chercheurs à chercher du travail à l'étranger. Les restrictions sur l'immigration ont freiné l'entrée et le maintien d'étudiants et de chercheurs étrangers aux États-Unis, affectant négativement le recrutement de talents internationaux et dans le même temps, des universités ont du réduire leurs offres de formation et de recherche, limitant les opportunités pour les étudiants et chercheurs. De nombreux acteurs de l'enseignement s'inquiètent aussi du recul de la liberté académique, et des pressions politiques faites sur les universités, qui incitent des chercheurs à quitter le pays, au détriment de l'innovation qui caractérise depuis un siècle l'économie américaines selon le MIT, qui, en mai 2025, alerte sur le risque que cette fuite des cerveaux nuise à la compétitivité technologique des États-Unis face à des pays comme la Chine : « Tout comme le centre de gravité de la science et de la technologie s'est éloigné de l'Europe vers les États-Unis au cours du XXe siècle, il peut également se déplacer vers l'Asie au XXIe. Les économies du Japon, de Taïwan et de la Corée du Sud se rapprochent ou dépassent les États-Unis en ce qui concerne la proportion du PIB qu'elles consacrent à la R&D, et la Chine travaille dur pour rattraper son retard. L'Inde, qui se classe au troisième rang mondial pour le nombre de publications de recherche produites, est sur le point de progresser dans le domaine scientifique d'ici la fin de la décennie (car elle deviendra également la troisième plus grande économie du monde). Les politiques du gouvernement américain qui ne comprennent pas l'importance de faire progresser la science et la technologie ne font qu'accélérer cette transition ». Selon une enquête publiée par la revue Nature, 75 % des scientifiques envisagent de quitter les États-Unis en raison des politiques de Trump.
Les Trumpenomics, avec leurs ruptures et parfois en raison de ses continuités avec certaines politiques économiques précédentes, sont un sujet d'étude initié dès la première année de la première présidence de Donald Trump, année déjà marquée par des politiques très controversées et souvent en rupture majeure avec le passé, et elles ont déjà eu un impact majeur sur les États-Unis et l'économie mondiale, ; elles sont source de débats quant à l'héritage que laissera la présidence de Donald Trump, et quant à son impact à long terme sur l'économie américaine et mondiale.